# جورج غريب
جورج غريب (1920 - 2006) هو كاتب وناقد وباحث وشاعر ومؤرخ أدبي لبناني.

## حياته
ولد جورج نجيب غريّب في بلدة الدامور، بمحافظة جبل لبنان. تلقى تعليمه الابتدائي في مدرسة راهبات القلبين الأقدسين في الدامور، ثم في مدرسة عينطورة، ثم التحق بمعهد الآداب الشرقية في الجامعة اليسوعية عام 1945 ونال شهادتها.

## مؤلفاته

### كتب
| الكتاب                                                         | الناشر                                     | عدد الصفحات | اللغة   |
| -------------------------------------------------------------- | ------------------------------------------ | ----------- | ------- |
| «أدب الرحلة تاريخه وأعلامه المسعودي ابن بطوطة الريحاني»        | دار الثقافة                                | 256         | العربية |
| «أدب الرحلة تاريخه وأعلامه»                                    | دار الثقافة للنشر والتوزيع                 | 256         | العربية |
| «العرب في الأندلس»                                             | المكتبة البولسية                           | 204         | العربية |
| «صاحبة الجلالة ومملكة الشعر»                                   | دار الثقافة للنشر والتوزيع                 | غير معروف   | العربية |
| «أسرار اللغة»                                                  | دار الثقافة للطباعة والنشر والتوزيع        | 430         | العربية |
| «سليمان البستاني في مقدمة الالياذة»                            | دار الثقافة                                | 810         | العربية |
| «شعر من الأعماق للزمن الآخر»                                   | دار الثقافة للنشر والتوزيع                 | غير معروف   | العربية |
| «بونابرت إلى الشرق : مخطوطة نقولا الترك»                       | جروس برس ناشرون                            | غير معروف   | العربية |
| «العرب في الأندلس»                                             | دار الثقافة للنشر والتوزيع                 | غير معروف   | العربية |
| «عرس قيس وليلى كتب»                                            | دار النهضة العربية للطباعة والنشر والتوزيع | غير معروف   | العربية |
| «الطائفية في العراق : مقاربات في الجذور وسبل الخروج من المأزق» | دار العارف للمطبوعات                       | غير معروف   | العربية |
| «تاريخ ليبيا الثقافي»                                          | دار أصالة للنشر والتوزيع                   | غير معروف   | العربية |
| « تأريخ الثقافة الأمريكية»                                     | الأهلية للنشر والتوزيع                     | غير معروف   | العربية |
| «الدرر السنية في الأجوبة النجدية »                             | الدار العربية للموسوعات                    | غير معروف   | العربية |
| «المغول (التتار) بين الانتشار والانكسار»                       | المكتبة العصرية للطباعة والنشر             | غير معروف   | العربية |

### دواوين
كما صدر له من الدواوين:
- «الجراح»
- «منشورات مجلة ألف ليلة وليلة» عام 1939
- «أناشيد الاستقلال»
- «منشورات الآباء البولسيين»
- «حريصا» عام 1944

## الوفاة
تُوفي في بلدة الدامور في 2006. ومنح قائد الجيش (آنذاك) العماد ميشال سليمان الشاعر الراحل وسام التقدير العسكري من الدرجة الفضية.